# Caçarilhe

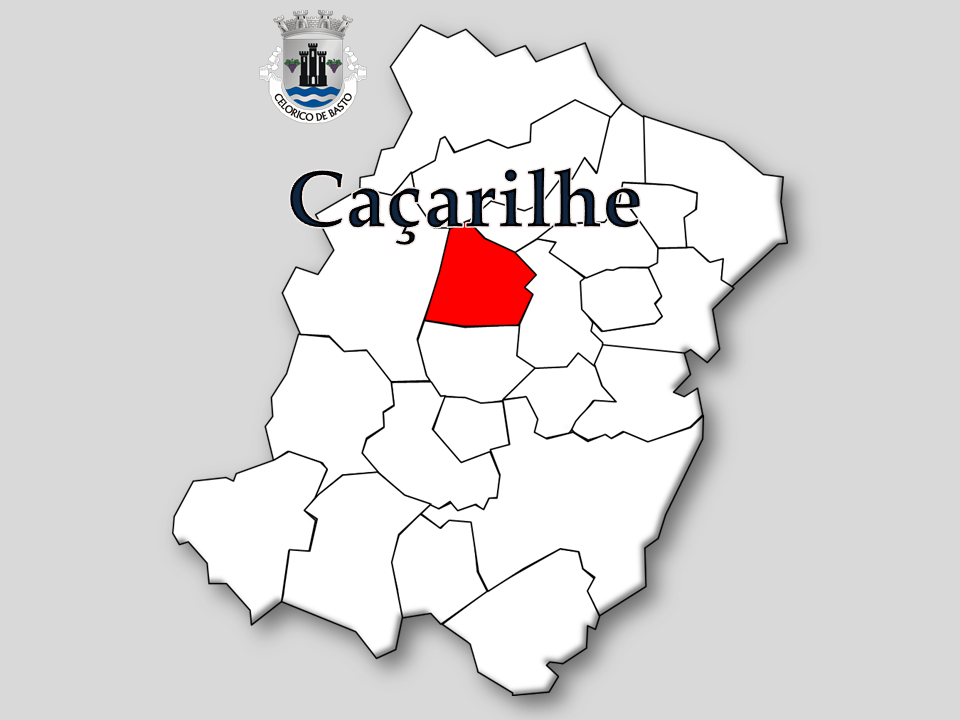
Localização da Freguesia de Caçarilhe noMunicípio de Celorico de Basto

Caçarilhe é uma povoação portuguesa do Município de Celorico de Basto que foi sede da extinta Freguesia de Caçarilhe, freguesia que tinha 5,95 km² de área e 466 habitantes (2011), e, por isso, uma densidade populacional de 78 hab/km².
A Freguesia de Caçarilhe foi extinta em 2013, no âmbito de uma reforma administrativa nacional, tendo sido agregada à Freguesia de Infesta para formar uma nova freguesia denominada União das Freguesias de Caçarilhe e Infesta da qual é a sede.
No território desta antiga freguesia contam-se lugares como Aldeia, Além, Alfarela, Atrás do Telhado, Assento, Barreiros, Basto, Bouça, Cabanelas, Cabo, Campo, Cancela, Casa Nova, Carreira, Carvalhal, Casal dos Gomes, Cerrado, Chamiçal, Cruz, Eira, Dona Enchouzela, Lage, Leirinha, Linhares, Paldeiro, Penedos, Peneira da Pereira, Pojalho, Quinchousos, Quintã, Residência, Sobre Igreja, Telhado, Veiga e Vilar.
Destaca-se nesta antiga freguesia a Serra do Viso que, para além da bela paisagem sobre o vale do rio Tâmega, tem também em primeiro plano o Monte da Nossa Senhora da Graça, e as Serra do Alvão e Serra do Marão.

## População
| População da freguesia de Caçarilhe (1864 – 2011) | População da freguesia de Caçarilhe (1864 – 2011) | População da freguesia de Caçarilhe (1864 – 2011) | População da freguesia de Caçarilhe (1864 – 2011) | População da freguesia de Caçarilhe (1864 – 2011) | População da freguesia de Caçarilhe (1864 – 2011) | População da freguesia de Caçarilhe (1864 – 2011) | População da freguesia de Caçarilhe (1864 – 2011) | População da freguesia de Caçarilhe (1864 – 2011) | População da freguesia de Caçarilhe (1864 – 2011) | População da freguesia de Caçarilhe (1864 – 2011) | População da freguesia de Caçarilhe (1864 – 2011) | População da freguesia de Caçarilhe (1864 – 2011) | População da freguesia de Caçarilhe (1864 – 2011) | População da freguesia de Caçarilhe (1864 – 2011) |
| ------------------------------------------------- | ------------------------------------------------- | ------------------------------------------------- | ------------------------------------------------- | ------------------------------------------------- | ------------------------------------------------- | ------------------------------------------------- | ------------------------------------------------- | ------------------------------------------------- | ------------------------------------------------- | ------------------------------------------------- | ------------------------------------------------- | ------------------------------------------------- | ------------------------------------------------- | ------------------------------------------------- |
| 1864                                              | 1878                                              | 1890                                              | 1900                                              | 1911                                              | 1920                                              | 1930                                              | 1940                                              | 1950                                              | 1960                                              | 1970                                              | 1981                                              | 1991                                              | 2001                                              | 2011                                              |
| 500                                               | 467                                               | 414                                               | 484                                               | 526                                               | 472                                               | 422                                               | 540                                               | 597                                               | 592                                               | 573                                               | 551                                               | 484                                               | 455                                               | 466                                               |

## Património
- Igreja Paroquial de Caçarilhe;
- Capela da Senhora do Viso.